# Turpilia opaca
Turpilia opaca is een rechtvleugelig insect uit de familie sabelsprinkhanen (Tettigoniidae). De wetenschappelijke naam van deze soort is voor het eerst geldig gepubliceerd in 1878 door Carl Brunner von Wattenwyl.